# Sam & Cat
Sam & Cat er en amerikansk teenage-sitcom, som oprindeligt blev sendt fra 8. juni 2013 til 17. juli 2014 på Nickelodeon. Det er en efterfølger til både iCarly og Victorious. Skuespillerne er Jennette McCurdy som Sam Puckett og Ariana Grande som Cat Valentine. Pigerne mødes tilfældigt under et bizart eventyr og bliver roommates. De starter et babysitterfirma for at tjene nogle ekstra penge. Seriens første sæson skulle oprindelig havde været på 20 episoder, men blev fordoblet til 40 episoder den 11. juli 2013. De begyndte at filme i januar 2013, og serien havde premiere den 8. juni 2013.
Sam & Cat har været et af de mest sendte programmer på Nickelodeon. I 2019 blev serien droppet på DR Ultra. Der er ikke planlagt genudsendelser.

## Plot
Efter Carly Shay (fra iCarly) er flyttet med sin far til Italien, kører Sam Puckett rundt på sin motorcykel ude ved den amerikanske vestkyst. Her kommer hun forbi Los Angeles og ser en pige ved navn Cat Valentine, der bliver smidt ind i en skraldebil, og hun beslutter sig for at redde hende. Senere overbeviser Cat hende om, at hun kan bo hos hende, efter at Cats bedstemor Nona flytter på plejehjem. For at de kan få det til at løbe rundt, starter Sam og Cat et babysitterfirma, som fører dem på forskellige eventyr. 
Udover Nona er der også andre personer i serien som Dice, der er deres nabo. Han er kendt for at hjælpe folk for penge. Derudover er der en person ved navn Goomer, som er bokser, og som Dice er manager for.